# إبراهيم ديارا
إبراهيم ديارا (بالفرنسية: Ibrahim Diarra) هو لاعب اتحاد الرغبي فرنسي، ولد في 25 مايو 1983 في باريس في فرنسا.

## وصلات خارجية
- إبراهيم ديارا عل موقع إسبنسكروم (الإنجليزية)
- إبراهيم ديارا على موقع ItsRugby.co.uk (الإنجليزية)